# Sergio Boccadutri
Sergio Boccadutri (né le 19 juin 1976 à Palerme) est un homme politique italien et actuellement député du groupe Parti démocrate à la Chambre des députés.

## Biographie
Sergio Boccadutri est élu député de la circonscription Lazio 1 le 25 février 2013 avec le parti Gauche, écologie et liberté, le 25 juin 2014 il laisse le groupe SEL pour rejoindre le Parti démocrate et soutenir le Gouvernement Renzi.